# Jedna ręka nie klaszcze
Jedna ręka nie klaszcze (czes. Jedna ruka netleská) – czeska komedia z 2003 roku w reżyserii Davida Ondříčka na podstawie scenariusza Jiří Macháčka, Davida Ondříčka i Ivana Trojana. Zdjęcia do filmu były kręcone w Pradze.

## Treść
Standa zostaje osadzony w więzieniu po tym, gdy nieświadomie wśród kurczaków przemycał zagrożone wyginięciem orły. Nie zdradził jednak nazwiska swego zleceniodawcy, za co po odbyciu kary, ma zostać przez niego sowicie wynagrodzony. Zleceniodawca Zdenek jest człowiekiem, któremu się w życiu powiodło: właściciel wegetariańskiej restauracji, ma wspaniałą, choć nieco surową żonę, dobrze wychowane dzieci. Ten idealny porządek trwa do czasu, kiedy Standa wychodzi z więzienia i z pomocą przypadkowo spotkanego ekscentryka i znacznie większego nieudacznika Ondrieja oraz dwóch zdziwaczałych dziewczyn, dąży do wyrównania starych rachunków wraz z wyjaśnieniem zagadki tajemniczego przemytu.

## Obsada
- Jiří Macháček – Standa
- Ivan Trojan – Zdenek
- Kristína Lukešová – Andrea
- Klára Pollertová – Sandra
- Vladimír Dlouhý – ojciec Martiny
- Isabela Bencová – Martina
- Marek Taclík – Ondriej
- Jan Tříska – ojciec Standy
- Tatiana Vilhelmová – prezenterka TV
- Radek Holub – bezdomny
- Martin Janda – Dawid
- Lenka Krobotová – sekretarka
- David Matásek – Jan
- Martin Myšička – psycholog
- David Novotný – śledczy
- Sára Voříšková – Nikolka
- Dimo Lipitkovský – włamywacz
- Pavel Kurak – kucharz Karel
- Martin Zbrožek – mężczyzna z bombą